# Albert Watson (football)
Pour les articles homonymes, voir Albert Watson et Watson.
Albert Watson  est un footballeur nord-irlandais né le 8 septembre 1985 à Belfast. Il évolue au poste de défenseur.

## Biographie
Albert Watson joue 3 matchs en Ligue des champions avec le club nord-irlandais de Linfield.
Le 18 janvier 2013, le Linfield FC annonce le départ de Watson et de Daryl Fordyce pour le FC Edmonton, club basé au Canada.

## Palmarès
- Champion d'Irlande du Nord (IFA Premiership) en 2011-2012
- Vainqueur de la Coupe d'Irlande du Nord en 2012